# Richards (Familienname)
Richards ist ein ursprünglich patronymisch entstandener englischer Familienname, abgeleitet von dem männlichen Vornamen Richard.

## Namensträger

### A
- Adam Richards, US-amerikanischer Boxer
- Addison Richards (1902–1964), US-amerikanischer Schauspieler
- Adrian John Richards (* 1943), britischer Botaniker
- Albert Norton Richards (1821–1897), kanadischer Politiker
- Alfred Bate Richards (1820–1876), britischer Journalist
- Alfred N. Richards (1876–1966), US-amerikanischer Pharmakologe
- Alma Richards (1890–1963), US-amerikanischer Leichtathlet
- Amy Richards (* 1970), US-amerikanische Publizistin und Feministin
- Andy Richards (* 1952), britischer Sessionmusiker und Musikproduzent
- Ann Richards (1933–2006), US-amerikanische Politikerin
- Ann Richards (Sängerin) (1935–1982), US-amerikanische Jazzsängerin
- Ann Richards (Schauspielerin) (1917–2006), australische Schauspielerin
- Ariana Richards (* 1979), US-amerikanische Schauspielerin
- Arthur Richards, 1. Baron Milverton (1885–1978), britischer Kolonialgouverneur
- Ashley Richards (* 1991), walisischer Fußballspieler
- Audrey I. Richards (1899–1984), britische Ethnologin und Ernährungswissenschaftlerin

### B
- Barry Richards (* 1945), südafrikanischer Cricketspieler
- Barry Charles Richards, nordamerikanischer Paläontologe
- Beah Richards (1920–2000), US-amerikanische Schauspielerin und Autorin
- Bill Richards (1923–1995), kanadischer Geiger und Komponist
- Blake Richards (* 1974), kanadischer Politiker
- Bob Richards (1926–2023), US-amerikanischer Leichtathlet
- Brad Richards (Eishockeyspieler) (Bradley Glenn Richards, * 1980), kanadischer Eishockeyspieler
- Brad Richards (Fußballspieler) (* 1996), vincentischer Fußballspieler

### C
- C. M. Pennington-Richards (1911–2005), britischer Kameramann und Filmregisseur
- Carol Richards (1922–2007), US-amerikanische Sängerin und Schauspielerin
- Cecile Richards (1957–2025), amerikanische Aktivistin
- Charles Richards (Fußballspieler) (1875–??), englischer Fußballspieler
- Charles Richards (Moderner Fünfkämpfer) (* 1945), US-amerikanischer Moderner Fünfkämpfer
- Charles L. Richards (1877–1953), US-amerikanischer Politiker
- Chris Richards (* 2000), US-amerikanischer Fußballspieler
- Colin Kâzım-Richards (Kâzım-Kâzım; * 1986), englischer Fußballspieler

### D
- Dakota Blue Richards (* 1994), britische Schauspielerin
- Dal Richards (1918–2015), kanadischer Jazz-Musiker
- Dane Richards (* 1983), jamaikanischer Fußballspieler
- Davey Richards (* 1983), US-amerikanischer Wrestler
- David Richards (Motorsportfunktionär) (* 1952), britischer Motorsportfunktionär
- David Richards (Musikproduzent) (1956–2013), britischer Musikproduzent
- David Richards (Rugbyspieler) (* 1954), walisischer Rugby-Union-Spieler
- David Adams Richards (* 1950), kanadischer Schriftsteller und Drehbuchautor
- David J. Richards (* 1952), britischer General, Vorsitzender des Generalstabs der Streitkräfte des Vereinigten Königreichs
- Dean Richards (Fußballspieler) (1974–2011), englischer Fußballspieler
- Dean Richards (Rugbyspieler) (* 1963), englischer Fußballspieler
- DeForest Richards (1846–1903), US-amerikanischer Politiker
- Denise Richards (* 1971), US-amerikanische Schauspielerin
- Dick Richards (Musiker), eigentlich Dick Boccelli (* 1924), US-amerikanischer Musiker und Schauspieler
- Dick Richards (Regisseur) (* 1936), US-amerikanischer Filmregisseur
- Dick Richards, eigentlich Richard Noel Richards (* 1946), US-amerikanischer Astronaut; siehe Richard N. Richards
- Dickinson W. Richards (1895–1973), amerikanischer Internist
- Dontae Richards-Kwok (* 1989), kanadischer Sprinter
- Dorothy Burney Richards (1894–1985), US-amerikanische Verhaltensforscherin, Umweltschützerin, Gründerin einer Stiftung
- Dudley Richards (1932–1961), US-amerikanischer Eiskunstläufer
- Dujuan Richards (* 2005), jamaikanischer Fußballspieler

### E
- Earl Jeffrey Richards (* 1952), US-amerikanischer Romanist
- Elfyn Richards (1914–1995), britischer Physiker, Akustiker und Flugzeugingenieur
- Ellen Swallow Richards (1842–1911), US-amerikanische Chemikerin und Ökologin
- Emil Richards (1932–2019), US-amerikanischer Perkussionist
- Emma Richards (* 1975), britische Weltumseglerin
- Emma Gaggiotti Richards (1825–1912), italienische Malerin, die im Vereinigten Königreich tätig war
- Erin Richards (* 1986), walisische Schauspielerin
- Eugene Richards (* 1944), US-amerikanischer Fotograf
- Evelleen Richards, australische Wissenschaftshistorikerin und -philosophin
- Evie Richards (* 1997), britische Mountainbikerin

### F
- Francis Richards (Gouverneur) (* 1945), britischer Gouverneur von Gibraltar
- Francis Richards (Segler) (1880–1961), britischer Segler
- Frederic M. Richards (1925–2009), US-amerikanischer Biochemiker und Biophysiker
- Frederick Richards (1833–1912), britischer Admiral und Erster Seelord
- Frederick Richards (Filmeditor) (1903–1949), US-amerikanischer Filmeditor

### G
- Gareth Richards (1979–2023), britischer Komiker und Radiomoderator
- George Richards (Fußballspieler) (1880–1959), englischer Fußballspieler
- George Chatterton Richards (1867–1951), britischer Klassischer Philologe
- George Henry Richards (1820–1896), britischer Hydrograph
- George Maxwell Richards (1931–2018), Politiker aus Trinidad und Tobago, Staatspräsident
- Goff Richards (1944–2011), Komponist aus Cornwall
- Gordon Richards (1904–1986), britischer Jockey
- Graham Richards (1939–2025), britischer Chemiker

### H
- Henry Brinley Richards (1819–1865), englischer Pianist und Komponist
- Horace Gardiner Richards (1906–1984), Geologe an der Academy of Natural Sciences in Philadelphia

### I
- I. A. Richards (1893–1979), britischer Literaturkritiker und Historiker

### J
- J. August Richards (Jaime Augusto Richards III; * 1973), US-amerikanischer Schauspieler
- J. R. Richards (John Robert Reid-Richards; * 1979), US-amerikanischer Musiker
- Jacob Richards (Politiker) (1773–1816), US-amerikanischer Politiker
- Jacob Richards (Basketballspieler) (* 2001), US-amerikanischer Basketballspieler
- James Richards (Künstler) (* 1983), britischer Künstler
- James A. D. Richards (1845–1911), US-amerikanischer Politiker
- James Prioleau Richards (1894–1979), US-amerikanischer Politiker
- Jamie Richards (* 1957), neuseeländischer Radrennfahrer
- Jamie Alexander Richards (* 1994), englischer Fußballspieler
- Jasmine Richards (* 1990), kanadische Schauspielerin
- Jason Richards (1976–2011), neuseeländischer Rennfahrer
- Jeff Richards (1924–1989), US-amerikanischer Baseballspieler und Schauspieler
- Jereem Richards (* 1994), Sprinter aus Trinidad und Tobago
- Jill Richards (* 1987), deutsche Leichtathletin
- Joel Richards (* 2004), österreichischer Fußballspieler
- John Richards (Politiker, 1753) (1753–1822), US-amerikanischer Politiker (Pennsylvania)
- John Richards (Politiker, 1765) (1765–1850), US-amerikanischer Politiker (New York)
- John Richards (Politiker, 1780) (1780–1847), englischer Politiker
- John Richards (Politiker, 1842) (1842–1913), australischer Politiker (South Australia)
- John Richards (Bischof) (* 1933), englischer Geistlicher, Bischof von Ebbsfleet
- John Richards (Rennfahrer) (* 1948), US-amerikanischer Motorradrennfahrer
- John Richards (Fußballspieler) (* 1950), englischer Fußballspieler
- John Field-Richards (1878–1959), britischer Motorbootfahrer
- John Gardiner Richards (1864–1941), US-amerikanischer Politiker
- John K. Richards (1856–1909), US-amerikanischer Politiker und Jurist
- Jonathan Richards (* 1954), britischer Segler
- Johnny Richards (1911–1968), US-amerikanischer Arrangeur
- Jonelle Richards, Geburtsname von Jonelle Price (* 1980), neuseeländische Vielseitigkeitsreiterin
- Jordan Richards (* 1993), australischer Volleyballspieler
- Joseph D. Richards (1843–1917), Geschäftsmann und Politiker in Britisch-Gambia
- Joshua Richards, britischer Schauspieler
- Joshua James Richards, britischer Kameramann
- Judy Richards, Geburtsname von Judy Nyirati (* 1944), australische Badmintonspielerin

### K
- Keith Richards (* 1943), britischer Gitarrist
- Kenneth Richards (* 1958), jamaikanischer Erzbischof
- Kerry-Ann Richards (* 1976), jamaikanische Sprinterin
- Kieron Richards (* 1995), antiguanischer Fußballspieler
- Kristi Richards (* 1981), kanadische Freestyle-Skierin
- Kyle Richards (* 1996), US-amerikanische Schauspielerin

### L
- Laura E. Richards (1850–1943), US-amerikanische Autorin
- LeGrand Richards (1886–1983), US-amerikanischer Kirchenführer (Kirche Jesu Christi der Heiligen der Letzten Tage)
- Linda Richards (1841–1930), US-amerikanische Krankenschwester und Autorin
- Lloyd Richards (1919–2006), US-amerikanischer Schauspieler und Theaterregisseur
- Lorin Morgan-Richards (* 1975), US-amerikanischer Dichter, Liedtexter, Komponist, Karikaturist, Drehbuch- und Kinderbuchautor
- Lula Greene Richards (1849–1944), US-amerikanische Dichterin und Herausgeberin

### M
- Mark Richards (Politiker) (1760–1844), US-amerikanischer Politiker
- Mark Richards (Surfer) (* 1957), australischer Surfer
- Mark Richards (Segler) (* 1967), australischer Segler
- Mark Richards (Badminton) (* um 1970), walisischer Badmintonspieler
- Mark Richards (Tennisspieler) (* 1993), australischer Tennisspieler
- Martin Richards (1932–2012), US-amerikanischer Musical- und Filmproduzent
- Martin Richards (Informatiker) (* 1940), britischer Informatiker
- Mary Jane Richards (1843–1904), britische Theaterschauspielerin
- Matthew Richards (* 2002), britischer Schwimmer
- Matthias Richards (1758–1830), US-amerikanischer Politiker
- Max Richards (1859–1932), deutscher Schauspieler und Opernsänger (Tenor)
- Megan Richards (* 1999), britische Schauspielerin und Synchronsprecherin
- Mellisa Hollingsworth-Richards (* 1980), kanadische Skeletonpilotin, siehe Mellisa Hollingsworth
- Mervyn Richards (* 1953), antiguanischer Fußballspieler und -funktionär
- Micah Richards (* 1988), englischer Fußballspieler
- Michael Richards (* 1949), US-amerikanischer Schauspieler und Comedian
- Mike Richards (* 1985), kanadischer Eishockeyspieler
- Mike Richards (Radsportler) (* 1958), neuseeländischer Radrennfahrer
- Miranda Lee Richards (* 1975), US-amerikanische Singer-Songwriterin

### N
- Nick Richards (* 1997), jamaikanischer Basketballspieler
- Nigel Richards (Offizier) (1945–2019), britischer Militär
- Nigel Richards (Scrabblespieler) (* 1967), neuseeländisch-malaysischer Scrabblespieler
- Nigel Richards (Schauspieler), britischer Schauspieler und Sänger
- Novelle Hamilton Richards (1917–1986), Politiker aus Antigua und Barbuda

### O
- O’Dayne Richards (* 1988), jamaikanischer Kugelstoßer
- Omar Richards (* 1998), englischer Fußballspieler

### P
- P. W. Richards (Paul Westmacott Richards; 1908–1995), britischer Botaniker
- Pat Richards (* 1982), australisch-irischer Rugby-League-Spieler
- Paul Richards (Rennfahrer) (H. Paul Richards), US-amerikanischer Automobilrennfahrer und Unternehmer
- Paul Richards (Schauspieler, 1924) (1924–1974), US-amerikanischer Schauspieler
- Paul Richards (Schauspieler, 1934) (* 1934), US-amerikanischer Schauspieler
- Paul Richards (Anthropologe) (* 1945), britischer Anthropologe
- Paul Richards (Maler) (* 1949), britischer Maler
- Paul Richards (Leichtathlet) (* 1956), antiguanischer Leichtathlet
- Paul Richards (Komponist) (* 1969), US-amerikanischer Komponist und Hochschullehrer
- Paul G. Richards (* 1943), britisch-US-amerikanischer Geophysiker
- Paul I. Richards (Paul Irving Richards; 1923–1978), US-amerikanischer Physiker und Mathematiker
- Paul Linford Richards (1934–2024), US-amerikanischer Physiker
- Paul W. Richards (Paul William Richards; * 1964), US-amerikanischer Astronaut
- Peter Richards (* 1978), englischer Rugby-Union-Spieler

### R
- Ray Richards (* 1946), australischer Fußballspieler
- Raymond Richards (* 2001), jamaikanischer Hochspringer
- Rebecca R. Richards-Kortum (* 1964), US-amerikanische Medizintechnik-Ingenieurin
- Red Richards (1912–1998), US-amerikanischer Jazzpianist
- Rees G. Richards (1842–1917), US-amerikanischer Politiker
- Renée Richards (* 1934), US-amerikanische Transsexuelle
- Rex Edward Richards (1922–2019), englischer Chemiker
- Rhydian Richards (* 1975), walisischer Snookerspieler
- Richard Richards (Jurist) (1752–1823), britischer Jurist und Politiker
- Richard Richards (Politiker, 1787) (1787–1860), britischer Politiker
- Richard Richards (Politiker, 1863) (1863–1920), australischer Politiker
- Richard Richards (Politiker, 1932) (1932–2015), US-amerikanischer Politiker
- Richard N. Richards (* 1946), US-amerikanischer Raumfahrer
- Richard W. Richards (1893–1985), australischer Physiker, Lehrer und Polarforscher
- Robert Richards (Politiker) (1885–1967), australischer Politiker
- Robert Richards (Badminton) (* 1964), jamaikanischer Badmintonspieler
- Robert Richards (Ruderer) (* 1971), australischer Ruderer
- Robert Eugene Richards  (1926–2023), US-amerikanischer Stabhochspringer, siehe Bob Richards
- Robert J. Richards (* 1942), US-amerikanischer Medizinhistoriker
- Robert W. Richards (1941–2019), US-amerikanischer Illustrator
- Ron Richards (* 1963), kanadischer Skispringer
- Ryan Richards (* 1991), englischer Basketballspieler

### S
- Sandie Richards (* 1968), jamaikanische Leichtathletin
- Sanya Richards-Ross (* 1985), US-amerikanische Sprinterin
- Stephanie Richards, US-amerikanische Jazzmusikerin und Komponistin
- Stephen Richards (Politiker) (1820–1894), kanadischer Jurist und Politiker
- Stephen Richards (Serienmörder) (um 1854–1879), US-amerikanischer Serienmörder
- Stephen Richards, Pseudonym von Mark Stevens (Schauspieler) (1916–1994), US-amerikanischer Schauspieler und Regisseur
- Stephen Richards (Rugbyspieler) (* 1941), englischer Rugby-Union-Spieler
- Stephen Richards (Richter) (* 1950), britischer Richter
- Stephen Richards (Kanute) (* 1965), neuseeländischer Kanute
- Stephen Richards (Autor), Journalist und Autor
- Stephen Richards (Musiker) (* 1977), US-amerikanischer Musiker, Mitglied von Taproot
- Stephen J. Richards, australischer Herpetologe
- Stevie Richards (* 1971), US-amerikanischer Wrestler

### T
- Tanique Richards, Leichtathletin aus St. Kitts und Nevis, Medaillengewinnerin bei Special Olympics World Games
- Teniele Richards (* 1989), australische Skeletonpilotin
- Terry Richards († 2014), britischer Stuntman
- Theodore William Richards (1868–1928), US-amerikanischer Chemiker
- Thomas Richards (Filmeditor) (1899–1946), US-amerikanischer Filmeditor
- Thomas James Richards (1882–1935), australischer Rugby-Union-Spieler, siehe Tom Richards (Rugbyspieler)
- Thomas John Henry Richards (1910–1985), britischer Marathonläufer, siehe Tom Richards (Leichtathlet)
- Tim Richards (* 1952), britischer Jazzmusiker
- Tim Rose-Richards (1902–1940), britischer Automobilrennfahrer und Marineflieger
- Todd Richards (* 1966), US-amerikanischer Eishockeyspieler und -trainer
- Tom Richards (Rugbyspieler) (1882–1935), australischer Rugby-Union-Spieler
- Tom Richards (Leichtathlet) (1910–1985), britischer Marathonläufer
- Tom Richards (Squashspieler) (* 1986), englischer Squashspieler
- Tom Richards (Fußballspieler) (* 1994), englischer Fußballspieler
- Trevester Richards (* 1981), Fußballschiedsrichter aus St. Kitts und Nevis
- Trevor Richards (* 1945), britischer Jazzmusiker
- Trudy Richards (1920–2008), US-amerikanische Sängerin

### V
- Valerie Richards, englische Schauspielerin
- Vincent Richards (1903–1959), US-amerikanischer Tennisspieler
- Viv Richards (* 1952), Cricketspieler aus Antigua

### W
- William Richards (Missionar) (1793–1844), US-amerikanischer Missionar
- William A. Richards (1849–1912), US-amerikanischer Politiker
- William A. Richards (Psychologe) (* 1940), US-amerikanischer Psychologe und Mitbegründer des Johns Hopkins Center for Psychedelic & Consciousness Research
- William Buell Richards (1815–1889), kanadischer Richter
- William Francis Caven Richards (1923–1995), kanadischer Geiger und Komponist (siehe Bill Richards)
- William Trost Richards (1833–1905), US-amerikanischer Maler
- Wolf Richards (1930–2008), deutscher Schauspieler